# Bretejovce
Bretejovce – wieś (obec) na Słowacji położona w kraju preszowskim, w powiecie Preszów. Pierwsze wzmianki o miejscowości pochodzą z roku 1289.
Według danych z dnia 31 grudnia 2010, wieś zamieszkiwały 364 osoby, w tym 189 kobiet i 175 mężczyzn.
W 2001 roku względem narodowości i przynależności etnicznej Słowacy stanowili 99,48% populacji, a Rusini 0,26%.
Ze względu na wyznawaną religię struktura mieszkańców kształtowała się w 2001 roku następująco:
- Katolicy rzymscy – 75,72%
- Grekokatolicy – 2,61%
- Ewangelicy – 17,23%
- Prawosławni – 0,26%
- Ateiści – 2,61%
- Nie podano – 0,52%